# Ingo Söderlund
Sven-Inge Joel Ingo Söderlund, född 31 juli 1964 i Gävle, är en svensk präst, som avkragades 2024.

## Biografi
Söderlund prästvigdes för Göteborgs stift 16 januari 2000 och har varit präst i Lysekils församling. Söderlund, som är IFK Göteborg-supporter, blev känd som fotbollsprästen efter att han reste till Världsmästerskapet i fotboll 2006 i Tyskland för att verka som präst. Söderlund valdes 2006 av tidningen Dagen till en av Sveriges 100 förebilder för sin inställning att som präst vilja vara tillgänglig för fotbollssupportrar.
Efter VM blev han ordförande för Camp Sweden, som 2006 fick formen av en förening, och var ordförande till september 2010. Söderlund avgick från ordförandeposten efter att han erkänt och fått strafföreläggande för köp av sexuella tjänster och han avstängdes också av Göteborgs domkapitel från prästtjänst under tre års tid.
Söderlund var campingchef åt Camp Sweden under Europamästerskapet i fotboll 2012 i Kiev, Ukraina.
Söderlund började anordna däckbytardagar för pensionärer och ensamstående mödrar i Göteborg. Flera församlingar har sedan anammat idén. 2013 initierade han "De brustnas camping" för människor i en svår livssituation, som ordnas i samband med Oasrörelsens möten.
Våren 2023 lagfördes Söderlund för flera fall av rattfylleri och för ringa narkotikabrott.  I februari 2024 dömdes Söderlund vid Göteborgs tingsrätt för sexuellt ofredande, där gärningen ägt rum 2022, och brott mot knivlagen, där gärningen ägt rum 2023.
Till följd av 2024 års dom avstängde Domkapitlet i Göteborg Söderlund från prästtjänst. Efter en utredning av kyrkan fråntogs han även rätten att utöva prästämbetet i Svenska kyrkan i juni 2024.